# Alex Partridge
Pour les articles homonymes, voir Partridge.
Alex Partridge, né le 25 janvier 1981 à San Francisco, est un rameur britannique. 

## Palmarès

### Jeux olympiques
- 2008 à Pékin,  Chine
  -  Médaille d'argent en huit barré
- 2012 à Londres,  Royaume-Uni
  -  Médaille de bronze en huit barré

### Championnats du monde
- 2001 à Lucerne,  Suisse
  -  Médaille de bronze en quatre de pointe avec barreur
- 2003 à Milan,  Italie
  -  Médaille de bronze en huit barré
- 2005 à Gifu,  Japon
  -  Médaille d'or en quatre de pointe
- 2006 à Eton,  Royaume-Uni
  -  Médaille d'or en quatre de pointe
- 2009 à Poznań,  Pologne
  -  Médaille d'or en quatre de pointe
- 2011, à Bled,  Slovénie
  -  Médaille d'argent en huit barré